# Николоямский переулок
Николоямский переу́лок — улица в центре Москвы в Таганском районе между Николоямской улицей и Николоямской набережной.

## Происхождение названия
В прошлом некоторое время назывался Полуярославским переулком так как соединялся деревянным мостом с Большим Полуярославским переулком, находящимся на противоположном правом берегу реки Яузы. Позже по домовладельцу назывался Михиным переулком. С XIX века употребляется современное название Николоямской, присвоенное по Николоямской улице. В 1986 году был введён вариант Николоямский переулок.

## Описание
Николоямский переулок начинается от Николоямской улицы напротив Большого Дровяного, проходит на северо-восток, справа к нему примыкает Шелапутинский переулок, выходит к Яузе и заканчивается на Николоямской набережной.

## Здания и сооружения
По нечётной стороне:
- № 3А — Федеральное агентство по обустройству государственной границы Российской Федерации
- № 3А, строение 2 — ГУ ЗАГС Московской области; Россвязь;
- № 3А, корпус 3 — детский сад № 2113;
- № 3А, корпус 4 — Библиотека № 19 им. А. Н. Радищева; детская библиотека № 156;
- № 5, строение 1 — Правовой центр поддержки москвичей;

По чётной стороне: